# Строганов, Дмитрий Евгеньевич
Дмитрий Евгеньевич Строганов (1910—1948) — советский военнослужащий, участник советско-финской войны, командир батареи 291-го лёгкого артиллерийского полка. Герой Советского Союза.Полковник.

## Биография
Родился 17 августа 1910 года в городе Казань в семье служащего. Русский. С 1913 года жил в городе Ставрополь, с 1919 года — в Москве. В 1928 году окончил 9 классов школы. Работал наборщиком в различных типографиях Москвы.
В армии с февраля 1933 года. В 1933 году окончил полковую школу. Служил командиром взвода, начальником связи дивизиона. С декабря 1936 года — начальник команды штаба Московского военного округа, с марта 1939 года — помощник командира батареи 17-го артиллерийского полка. В сентябре 1939 года назначен командиром батареи 291-го лёгкого артиллерийского полка.
Участник советско-финской войны в должности командира 3-й батареи 291-го лёгкого артиллерийского полка. Участвовал в прорыве сильных укреплённых районов в районе населённых пунктов Кююрёля и Ильвес. Батарея под его командованием разрушила несколько дотов и других огневых точек, уничтожила значительное количество живой силы противника. 22 февраля 1940 года Д. Е. Строганов был ранен пулей в голову и потерял левый глаз. До мая 1940 года находился на излечении в госпитале.
За мужество и героизм, проявленные в боях, Указом Президиума Верховного Совета СССР от 7 апреля 1940 года старшему лейтенанту Строганову Дмитрию Евгеньевичу присвоено звание Героя Советского Союза с вручением ордена Ленина и медали «Золотая Звезда».
После выхода из госпиталя занимал ряд штабных должностей в штабе Московского военного округа: помощника начальника отдела начальной и допризывной подготовки, помощника инспектора артиллерии, старшего помощника начальника 1-го отделения отдела боевой подготовки артиллерии, начальника отдела формирования, начальника организационно-мобилизационного отдела. С мая 1947 года — старший преподаватель военной кафедры Московского энергетического института.
Жил в Москве. Покончил жизнь самоубийством 17 августа 1948 года. Похоронен на Донском кладбище в Москве.
Полковник. Награждён орденами Ленина, Красной Звезды, медалями.